# Scalesia stewartii
Espèce
Synonymes
- Scalesia stewartii var. euryphylla Harling[1]

Statut de conservation UICN

 VU D2 : Vulnérable
Scalesia stewartii est une espèce de plantes à fleurs de la famille des Asteraceae endémique des îles Galápagos.

## Liste des variétés
Selon Tropicos (12 avril 2019) (Attention liste brute contenant possiblement des synonymes) :
- variété Scalesia stewartii var. euryphylla Harling
- variété Scalesia stewartii var. stewartii

## Publication originale
- Bulletin of Miscellaneous Information, Royal Gardens, Kew 1925: 223–224. 1925.